# Ercheia careona
Ercheia careona är en fjärilsart som beskrevs av Swinhoe 1918. Ercheia careona ingår i släktet Ercheia och familjen nattflyn. Inga underarter finns listade i Catalogue of Life.